# Milicz (Bartoszyce)
Milicz (deutsch Mielitzfelde) war ein Ort in der polnischen Woiwodschaft Ermland-Masuren. Er gehörte zur Stadt Bartoszyce (deutsch Bartenstein) im Powiat Bartoszycki (Kreis Bartenstein).

## Geographische Lage
Mielitzfelde (auch: Mielitzhof) lag östlich der Łyna (Alle) in der früheren Heilsberger Vorstadt im Südwesten der Stadt Bartoszyce, inmitten des heutigen Truppenübungsplatzes Poligon Garnizonowy-75 Ppzmech.

## Geschichte
Bei dem bis zum 26. Oktober 1921 Abbau Mielitz (ehedem auch Abbau Bartenstein Nr. 4) genannten Wohnplatz handelt es sich lediglich um einen kleinen Hof. Zeit seines Bestehens bis 1945 war Mielitzfelde ein Teil der Stadt Bartenstein im ostpreußischen Kreis Friedland (ab 1927: Kreis Bartenstein (Ostpr.))..
Als 1945 in Kriegsfolge das gesamte südliche Ostpreußen an Polen fiel, erhielt Mielitzfelde die polnische Namensform „Milicz“. Doch schon bald findet sich der Name offiziell nicht mehr. Der Ort scheint der Anlage des Truppenübungsplatzes zum Opfer gefallen zu sein.

## Religion
Christentum
Bis 1945 war Mielitzfelde in das Kirchspiel der evangelischen Stadtkirche Bartenstein in der Kirchenprovinz Ostpreußen der Kirche der Altpreußischen Union, außerdem in die Pfarrei der römisch-katholischen St.-Bruno-Kirche Bartenstein im damaligen Bistum Ermland eingegliedert.

## Verkehr
Die heute nicht mehr auffindbare Ortsstelle von Mielitzfelde inmitten des Truppenübungsplatzes liegt westlich der ulica Wojska Polskiego im südwestlichen Stadtgebiet von Bartoszyce.